# Centzon Huitznahua
In der aztekischen Mythologie galten die Centzon Huitznahua (Nahuatl: die vierhundert oder die unzähligen Südlichen, auch Centzonuitznaua) als die Götter der südlichen Sterne. Es waren die Söhne Coatlicues und die Brüder der Mondgöttin Coyolxauhqui. Die Götter der nördlichen Sterne wurden Centzon Mimixcoa (die vierhundert Wolkenschlangen) genannt. Die Centzon Huitznahua sind mit den ebenfalls vierhundert Pulquegöttern assoziiert.

## Rolle der Centzon Huitznahua bei Huitzilopochtlis Geburt
Im Codex Florentinus beschreibt Bernardino de Sahagun einen zentralen Mythos der aztekischen Götterwelt. Eines Tages soll die keusche Coatlicue einen Federknäuel gefunden haben, den sie sich unter ihren Rock steckte. Der Federknäuel schwängerte sie jedoch, sodass ihr Körper bald verriet, dass sie ein Kind erwartete. Als die Centzon Huitznahua das bemerkten, verlangten sie Aufklärung, wer der Vater des Kindes sei und wurden schließlich von Coyolxauhqui dazu angestiftet, einen Mordanschlag auf ihre Mutter zu verüben, von der sie sich entehrt sahen. Coatlicue erschrak zutiefst über die Absichten ihrer Kinder, doch sie wurde von Huitzilopochtli, der in ihrem Leib bereits herangewachsen war, getröstet. Als sich die Centzon Huitznahua unter Führung ihrer Schwester dem Coatepec näherten, um den Mord zu vollstrecken, gebar Coatlicue ihren Sohn Huitzilopochtli, der mit einer Türkisschlange bewaffnet war. Damit zerstückelte er seine Halbschwester Coyolxauhqui und erschlug die meisten der Centzon Huitznahua. Ein paar von ihnen entkamen nach Süden.

## Belege
1. ↑  Karl Taube: Aztekische und Maya-Mythen, Seite 78